# Uhlenhorster HC
Uhlenhorster Hockey-Club – niemiecki klub sportowy z Hamburga. Istnieją tam sekcje hokeja na trawie i tenisa.

## Historia
Klub założono 21 marca 1901. Reprezentacja Niemiec w hokeju na trawie, która w 1908 brała udział w Igrzyskach Olimpijskich w Londynie, składała się wyłącznie z zawodników Uhlenhorster Hockey-Club.

## Sukcesy w hokeju na trawie
- Sekcja mężczyzn: 
  - Halowe mistrzostwo Niemiec mężczyzn: 1964, 2002, 2018
  - EuroHockey Cup Winners Cup: 2008, 2010, 2012
- Sekcja kobiet: 
  - Mistrzostwo Niemiec kobiet: 1963, 2009, 2011, 2015, 2016, 2017
  - Halowe mistrzostwo Niemiec kobiet: 2014, 2017
  - EuroHockey Indoor Club Cup: 2015, 2018